# Kameradschaft
Kameradschaft, conocida en Francia como La Tragédie de la mine y en los países hispanohablantes como Carbón (Camaradería) o La tragedia de la mina, es una película dramática franco-alemana de 1931 dirigida por el austríaco Georg Wilhelm Pabst. Destaca por su combinación de expresionismo y realismo.
La película trata sobre una tragedia minera en la que un grupo de operarios alemanes acude al rescate de sus compañeros franceses, atrapados bajo tierra. La historia está ambientada en las regiones de Lorena y Sarre, en la frontera franco-alemana. El argumento toma como referencia uno de los peores accidentes mineros de la historia de Francia, la catástrofe de Courrières, que tuvo lugar en 1906 en la localidad gala del mismo nombre. La tragedia se cobró la vida de más de 1.099 personas, incluyendo niños, en parte como resultado de la falta de personal cualificado en las labores de rescate. Ante la ineficacia de las autoridades francesas, un grupo de mineros alemanes procedentes de la región de Westfalia decide prestar ayuda.
Kameradschaft en alemán significa vínculo entre soldados y también hace referencia a aquellos que comparten las mismas ideas o tienen lazos de amistad. En español se traduciría como camaradería o compañerismo.

## Argumento
Dos niños, uno francés y otro alemán, juegan a las canicas en la frontera entre ambos países. Cuando el juego se acaba, los dos niños se atribuyen la victoria y se acusan mutuamente de intentar robar las canicas del otro. Sus padres, guardias de la frontera, intervienen y los separan. 
En 1919 la frontera franco-alemana cambia con la firma del armisticio que puso fin a la Primera Guerra Mundial. Una mina de carbón que yacía en la línea fronteriza se divide en partes iguales. La crisis económica y el aumento del desempleo genera tensión entre ambos países, en especial porque los mineros alemanes, desfavorecidos tras la guerra, se encuentran en una situación de precariedad laboral que les impulsa a pedir trabajo en la vecina Francia. Las autoridades francesas, sin embargo, rechazan sistemáticamente a los alemanes con el pretexto de que ni siquiera hay trabajo para los mineros locales. En una sucesión de acontecimientos la parte de la mina bajo jurisdicción francesa se incendia, a lo que los mineros franceses responden intentando construir muros de ladrillos para contener las llamas. Los alemanes, en tanto, continúan trabajando en su lado de la mina pero comienzan a sentir el calor que emana de la sección francesa. 
Mientras tanto, tres mineros alemanes visitan un salón de baile francés y uno de ellos casi termina provocando un altercado cuando una joven francesa llamada Françoise (Andree Ducret) se resiste a bailar. El minero alemán enseguida piensa que la joven lo rechaza por su nacionalidad pero en realidad es porque estaba cansada. Entonces, ella y su novio Emile (Georges Charlia), también minero, deciden marcharse no sin antes expresar su angustia por el incendio que se había desatado en la mina. A la mañana siguiente, Françoise se despide de su novio y emprende rumbo a París. Emile y el hermano de Françoise, Jean (Daniel Mendaille), deciden entonces regresar a trabajar a la mina. 
El incendio se descontrola, causando una explosión que atrapa a varios mineros franceses. En respuesta, Wittkopp (Ernst Busch) acude a sus capataces y les pide que envíen una cuadrilla al rescate. Entretanto, el líder de un equipo de rescate alemán le explica a su esposa que los franceses son hombres con mujeres e hijos y que él esperaría que alguien acudiera en su ayuda de encontrarse en una situación similar. El trío de mineros alemanes traspasa la frontera establecida en 1919. Del lado francés, un viejo minero jubilado (Álex Bernard) se adentra en la cueva en la que estaba atrapado su nieto (Pierre-Louis). Los alemanes consiguen rescatar a los mineros franceses, aunque no exentos de dificultades. Tras el rescate, se celebra una gran fiesta con discursos sobre la amistad entre franceses y alemanes. Los oficiales franceses reconstruyen la verja que daba acceso a la mina y las cosas vuelven a su cauce natural.

## Reparto
| - Alexander Granach como Kasper. - Fritz Kampers como Wilderer. - Daniel Mendaille como Jean Leclerc. - Ernst Busch como Wittkopp. - Elisabeth Wendt como Anna Wittkopp. - Gustav Püttjer como Kaplan. - Oskar Höcker como Mine foreman. - Héléna Manson como Rose, la esposa de Albert. | - Andrée Ducret como Françoise Leclerc. - Alex Bernard como el abuelo Jacques, el viejo minero. - Pierre-Louis como Georges, el nieto de Jacques. - Georges Charlia como Emile. - Willem Holsboer como un ingeniero minero alemán. - Marcel Lesieur como Albert. - Georges Tourreil como el ingeniero Vidal. - Fritz Wendhausen como el director de minas alemán. |

## Producción
Si bien las escenas que transcurren en el interior de la mina están impregnadas de realismo, fueron en realidad montadas por Erno Metzner y Karl Vollbrecht, ambos reconocidos por su meticulosidad.
Al igual que con su película anterior, Westfront 1918, la primera con audio, Pabst no utilizó las cabinas a prueba de sonido que los estudios de Hollywood empleaban para enmascarar el sonido del micrófono ante las cámaras. En su lugar, usó una caja aislante conocida como "dirigible", lo que le permitió mover la cámara con libertad.

## Recepción
El crítico cinematográfico Daniel Curran se refirió a la película como "una sincera súplica de paz e internacionalismo". A la narrativa la calificó de sobresentimentalista y arguyó que "la súplica de Pabst para un futuro pacífico es tan noble como honesta, su dirección de la desgarradora tragedia se realza con la brillante cinematografía de Fritz Arno Wagner y Robert Baberske, y el demoledor diseño realista de Erno Metzner y Karl Vollbrecht".
Cuando la película se emitió por primera vez en los Estados Unidos en 1932, Mordaunt Hall, un crítico cinematográfico del New York Times, elogió el realismo y el guion. Según Hall, "[Kameradschaft es] uno de los ejemplos más claros de realismo que ha llegado a la pantalla... [las] escenas en la mina son tan reales que uno nunca piensa que se trate de un montaje... [y] en el transcurso de esta historia de horror uno siente como si una fuerza sobrenatural le permitiera contemplar todas las partes de la mina...todos los ruidos y los sonidos son asombrosamente naturales".
La revista Variety también le dio a la película una revisión positiva, elogiando la dirección, el argumento y la cinematografía: "Pabst hizo de la película una poderosa narración en la que se enfatizan más los acontecimientos que los hombres...La fotografía y la arquitectura son excelentes y el sonido es nítido. La imagen es a veces abrupta y hay varias escenas superfluas, pese a lo cual es una película brillante".

## Galardones
Kameradschaft fue nombrada mejor película extranjera del año 1932 por el Consejo Nacional de Crítica de Cine de los Estados Unidos.